# Raionul Iampil, Sumî
Iampil (în ucraineană Ямпільський район, transliterat: Iampilskîi raion) este un raion în regiunea Sumî, Ucraina. Reședința sa este așezarea de tip urban Iampil.

## Demografie
Componența lingvistică a raionului Iampil
     Ucraineană (82,53%)
     Rusă (16,89%)
     Alte limbi (0,38%)
Conform recensământului din 2001, majoritatea populației raionului Iampil era vorbitoare de ucraineană (82,53%), existând în minoritate și vorbitori de rusă (16,89%).